# Isatou Njie Saidy

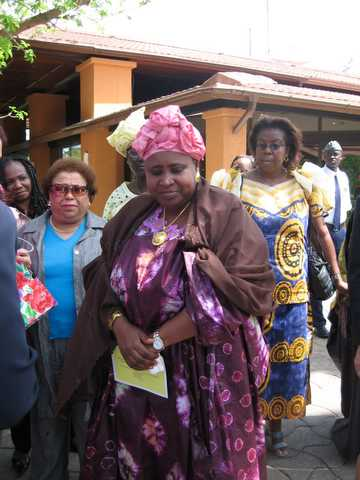
Isatou Njie Saidy (2006)

Isatou Njie Saidy (* 5. März 1952 in Kuntaya; auch Aisatu N'Jie-Saidy) ist eine westafrikanische Politikerin und die ehemalige Vizepräsidentin von Gambia.

## Leben
Njie Saidy wurde in Kuntaya im Distrikt Jokadu in der North Bank Region geboren. Sie besuchte von 1959 bis 1964 die Brikama Primary School und im Anschluss bis 1970 die Armitage High School.
Nach ihrer Schulausbildung absolvierte sie zunächst eine Ausbildung als Lehrerin am Yundum College (heute Gambia College) und arbeitete dann als Lehrkraft. Von September 1983 bis Dezember 1989 war sie als stellvertretende Geschäftsführerin des Büros für Frauenfragen, des Gambia National Women's Council and National Women's Bureau, und war im Anschluss von 1990 bis 1996 als Direktorin tätig.
Von Juli 1996 bis 2001 war sie Ministerin für Gesundheit und Familie (Secretary of State for Health and Social Affairs) im Kabinett von Gambia unter Präsident Yahya Jammeh. 1996 übernahm sie außerdem das Ministerium für Frauenfragen (Secretary of State for Women's Affairs).
Vom 20. März 1997 bis Januar 2017 war sie Vizepräsidentin von Gambia. Sie war die erste weibliche Vizepräsidentin Westafrikas.
Im September 2019 wurden die Ergebnisse der Janneh Commission, eines von der Regierung Barrow eingesetzten Untersuchungsausschusses zur Ermittlung der finanziellen Aktivitäten Jammehs, veröffentlicht. Demnach habe sich Njie Saidy unter Jammeh finanziell bereichert. Ihr wurde für fünf Jahre untersagt, ein politisches Amt auszuüben. Die Kommission schlug außerdem vor, zwei Grundstücke einzuziehen.
Njie Saidy bat 2022 nach der Aufarbeitung der Regierungszeit durch die Truth, Reconciliation and Reparations Commission in einer Eingabe um eine Amnestie. Die Kommission empfahl der Regierung die Ablehnung der Eingabe, da sie bei Studentenprotesten im Jahr 2000 den Einsatz der Armee befohlen habe, was zu 17 Todesopfern geführt habe, dies aber später geleugnet habe. Dementsprechend lehnte die Regierung die Eingabe ab.

## Persönliches
Njie Saidy ist verheiratet und hat vier Kinder. Nach eigenen Angaben beherrscht sie neben Englisch und Französisch auch Fulfulde, Wolof und Mandinka.

## Auszeichnungen und Ehrungen
- 2016 – July 22nd Revolution Award[5]